# Neuffen
Neuffen (pronunciación en alemán: /ˈnɔɪ̯fn̩/ⓘ) es una ciudad del distrito de Esslingen, en el estado alemán de Baden-Wurtemberg. Se encuentra a 14 km al noreste de Reutlingen, y a 28 km al sureste de Stuttgart.
Su principal interés reside en un impresionante castillo amurallado, el Hohenneuffen (Alto Neuffen), que se encuentra en la parte alte de la ciudad, en las estribaciones del Jura Suabo.